# Ogy-Montoy-Flanville
Ogy-Montoy-Flanville ist eine französische Gemeinde im Département Moselle in der Region Grand Est. Sie gehört zum Kanton Le Pays messin im Arrondissement Metz.

## Geografie
Die Gemeinde Ogy-Montoy-Flanville liegt unmittelbar östlich der Großstadt Metz. Umgeben wird Ogy-Montoy-Flanville von den Nachbargemeinden Noisseville im Norden, Retonfey im Nordosten, Maizery im Osten, Colligny im Südosten, Marsilly im Süden, Metz im Westen, Coincy im Südwesten sowie Vantoux im Nordwesten.

## Gemeindegliederung
| Ortsteil                              | ehemaliger INSEE-Code | Fläche (km²) | Einwohnerzahl (2021) |
| ------------------------------------- | --------------------- | ------------ | -------------------- |
| Montoy-Flanville (Verwaltungssitz)000 | 57482                 | 6,32         | 1286                 |
| Ogy                                   | 57523                 | 3,74         | 0476                 |

## Geschichte
Die Gemeinde entstand als Commune nouvelle durch ein Dekret vom 22. Dezember 2016 mit Wirkung vom 1. Januar 2017, indem die bisherigen Gemeinden Ogy und Montoy-Flanville zusammengelegt wurden. Sie sind seither Communes deleguées. In Montoy-Flanville befindet sich das Rathaus der Gemeinde.

### Bevölkerungsentwicklung
| Jahr                                                                  | 1962 | 1968 | 1975 | 1982 | 1990 | 1999 | 2010 | 2019 |
| Einwohner                                                             | 360  | 344  | 679  | 964  | 1298 | 1601 | 1664 | 1759 |
| Quellen: Cassini und INSEE (vor 2017 Addition der Vorgängergemeinden) |      |      |      |      |      |      |      |      |

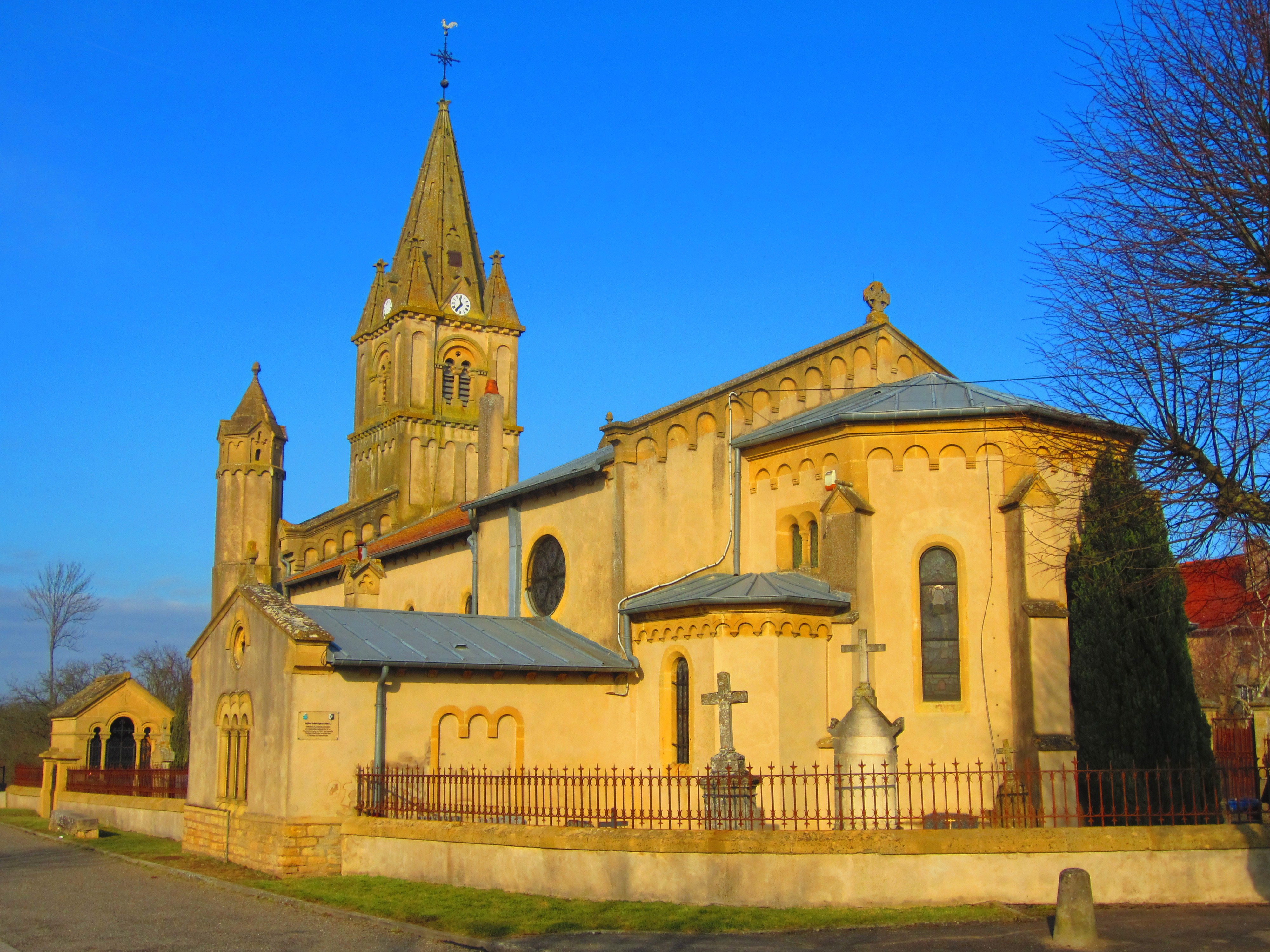
Kirche Saint-Agnan in Ogy
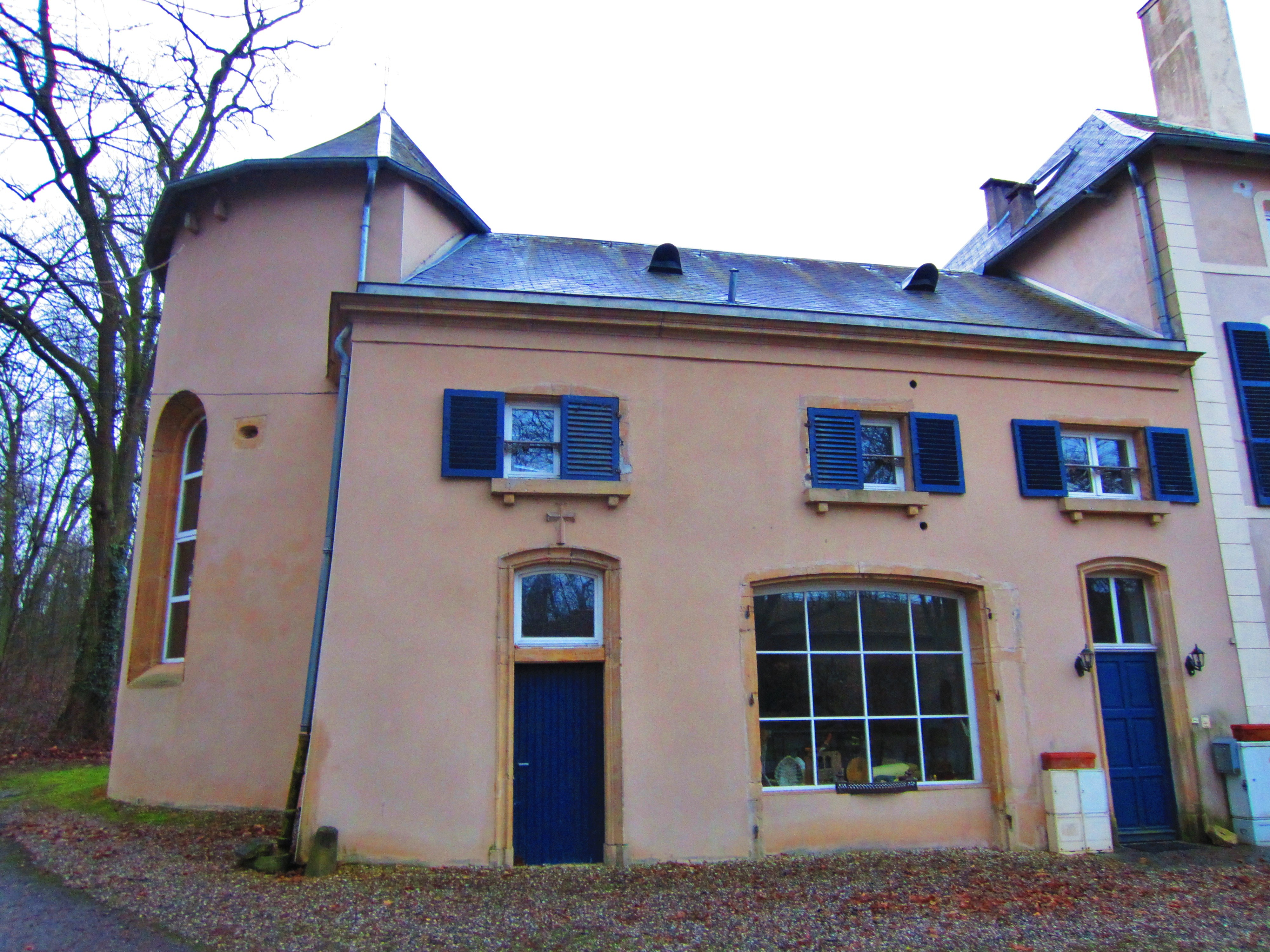
Burgkapelle in Montoy